# Дальнє (Генічеський район)
Дальнє — селище в Україні, у Нижньосірогозькій селищній громаді Генічеського району Херсонської області. Населення становить 244 осіб.

## Історія
Дальнє окуповане німецькими військами 14 вересня 1941 р., звільнене 29 жовтня 1943 р.
12 червня 2020 року, відповідно до розпорядження Кабінету Міністрів України № 726-р «Про визначення адміністративних центрів та затвердження територій територіальних громад Херсонської області», увійшло до складу Нижньосірогозької селищної громади.
19 липня 2020 року, в результаті адміністративно-територіальної реформи та ліквідації  Нижньосірогозького району увійшло до складу Генічеського району.
24 лютого 2022 року селище тимчасово окуповане російськими військами під час російсько-української війни.

## Населення
Згідно з переписом УРСР 1989 року чисельність наявного населення селища становила 243 особи, з яких 114 чоловіків та 129 жінок.
За переписом населення України 2001 року в селищі мешкала 241 особа.

### Мова
Розподіл населення за рідною мовою за даними перепису 2001 року:
| Мова       | Відсоток |
| ---------- | -------- |
| українська | 94,67 %  |
| російська  | 5,33 %   |